# Cumbe (Brasil)
Cumbe es un municipio brasileño del estado de Sergipe.

## Geografía
Se localiza a una latitud 10º21'18" sur y a una longitud 37º10'59" oeste, estando a una altitud de 187 metros. Su población estimada en 2004 era de 3.811 habitantes.
Posee un área de 131,4 km².
Está a 63 km de su capital, Aracaju.

## Historia
Década del 50 fue un gran productor de algodón luego sustituido por la agricultura alimentaria.  
En 1953 fue elevado a la condición de municipio.

## Economía
-Agricultura alimentaria.
-Artesanía: bordados, biscoichos, reciclage de papel.
-Acuicultura del camarón.

## Cuerpo hidrográfico
Rio Japaratuba.
Río Juguaribe.

## Medio ambiente
La acuicultura del camarón ha impactado el ecosistema manglar en el tramo bajo del río Juguaribe.